# NATO Commander
Nato Commander est un jeu vidéo de type wargame créé par Sid Meier et publié par MicroProse Software en 1983 sur Atari 8-bit, puis porté sur Apple II et Commodore 64. Le jeu simule un conflit hypothétique entre les forces de l’OTAN et celles du Pacte de Varsovie en Europe de l'Ouest dans le contexte de la Guerre froide. Le joueur commande les troupes de l’OTAN et affronte l’ordinateur qui contrôle celles du Pacte de Varsovie. Le jeu propose cinq scénarios et quatre niveaux de difficulté. Chaque scénario se déroule sur un champ de bataille constitué de cases carrées sur lequel les deux camps contrôlent des unités de la taille d’une division ou d’une brigade qui peuvent entre autres représenter des véhicules blindés, de l’infanterie, des hélicoptères ou de l’aviation. Le joueur et l’ordinateur contrôlent leurs unités simultanément et en temps réel. L'action est ainsi continue et n’est pas interrompue par des tours ou des phases de jeu. 
Nato Commander est le premier wargame de par Sid Meier et est considéré comme le précurseur de la série Command qui inclut Crusade in Europe (1985), Decision in the Desert (1985) et Conflict in Vietnam (1986). Il bénéficie d’une suite : Nato Division Commander (1985).

## Système de jeu
Nato Commander est un wargame qui simule, au niveau opérationnel, un conflit hypothétique entre les forces de l’OTAN et celles du Pacte de Varsovie en Europe de l'Ouest dans le contexte de la Guerre froide,. Le joueur commande les troupes de l’OTAN et affronte l’ordinateur qui contrôle celles du Pacte de Varsovie. Le jeu propose cinq scénarios et quatre niveaux de difficulté. Chaque scénario se déroule sur un champ de bataille constitué de cases carrées qui représentent des plaines, des forêts, des rivières, des montagnes et des routes. Les deux camps contrôlent des unités de la taille d’une division ou d’une brigade qui peuvent entre autres représenter des véhicules blindés, de l’infanterie, des hélicoptères ou de l’aviation,. 
Le joueur et l’ordinateur contrôlent leurs unités simultanément et en temps réel. L'action est ainsi continue et n’est pas interrompue par des tours ou des phases de jeu. Le joueur utilise le joystick ou le clavier pour déplacer un curseur qui lui permet de sélectionner une unité pour lui ordonner de se déplacer ou d’attaquer. Le déplacement ou l’attaque est alors immédiatement exécuté par le programme jusqu’à ce que l’unité arrive à destination ou jusqu’à la destruction ou la retraite d’une des unités impliqué dans l’attaque. Le joueur peut à tout moment mettre le jeu en pause afin de prendre le temps d’étudier la situation ou de donner des ordres. La puissance de feu des unités d’infanterie ou de blindés dépend du nombre d’hommes ou de blindés qui les composent, de leur moral et de leur mode. Une unité qui se déplace est ainsi en mode tactique et ne peut pas attaquer. Après s’être arrêtée, elle passe d’abord dans un premier mode défensif (défense précipité). Après être restée en position un certain temps, elle passe ensuite dans un deuxième mode défensif (défense préparée) plus efficace,. Les hélicoptères peuvent attaquer n’importe où sur le champ de bataille et continuent leurs attaques jusqu’à ce que le joueur leur ordonne le contraire ou jusqu’à court de munition ou de carburant. L’aviation ne peut pas attaquer directement mais se voit assigner des missions qui peuvent viser à contrer les forces aériennes ennemies, à supporter les troupes au sol ou à partir en reconnaissance. Les deux camps peuvent par ailleurs lancer des frappes nucléaires tactiques pour éliminer des unités ennemies. Leur utilisation est cependant limitée par leur impact négatif sur le plan politique,.  

## Accueil
À sa sortie, NATO Commander est bien accueilli par le journaliste Mark Bausman du magazine Computer Gaming World qui estime que son seul défaut réside dans un trop grand déséquilibre des forces en présence qui limite les possibilités d’aboutir à de belles batailles et qui peut provoquer la fin prématuré de la partie. Il explique ensuite que son système en temps réel représente une avancée significative par rapport au système au tour par tour des wargames traditionnel avant de conclure que le jeu combine la carte à défilement de Eastern Front (1981) avec le réalisme du système de jeu en temps réel de Combat Leader (1983) pour proposer un wargame « superbe ». De son côté, le journaliste Jacques Harbonn du magazine Tilt note que ses graphismes sont simples mais lisibles et qu’il est quasiment dépourvu d’effet sonore avant d’expliquer que ce n'est pas important pour ce type de jeu et de conclure qu’il s’agit d’un wargame « bon et difficile ».  

## Postérité
Nato Commander est le premier wargame développé par Sid Meier et est considéré comme le précurseur de la série Command de MicroProse qui inclut les jeux Crusade in Europe (1985), Decision in the Desert (1985) et Conflict in Vietnam (1986). Il bénéficie d’une suite, Nato Division Commander, publié en 1985.